# Seria Niewłaściwych Pytań
Seria Niewłaściwych Pytań (ang. All the Wrong Questions) – seria książek dla młodzieży, napisana przez Daniela Handlera pod pseudonimem Lemony Snicket. Jest ona prequelem Serii Niefortunnych Zdarzeń.

## Spis powieści
- Who Could That Be at This Hour? (wydana w Polsce jako Kto To Być Może o Tej Porze?) – 2012
- When Did You See Her Last? (brak polskiego przekładu) – 2013
- Shouldn't You Be in School? (brak polskiego przekładu) – 2014
- Why Is This Night Different From All Other Nights? (brak polskiego przekładu) – 2015

W 2014 roku Snicket wydał także książkę File Under: 13 Suspicious Incidents (brak polskiego przekładu), nawiązujące do Serii Niewłaściwych Pytań. Jej akcja toczy się w Splamionym Nadmorskim, narratorem jest Lemony Snicket, choć nie jest ona związana z głównym wątkiem serii. Opowiada o trzynastu pomniejszych śledztwach, przeprowadzonych przez Snicketa. Ich rozwiązania zawarte są na tyle książki, dzięki czemu czytelnik samemu może próbować odkryć prawdę.

## Fabuła
Seria napisana jest z perspektywy trzynastoletniego Lemony'ego Snicketa, który odbywa szkolenie jako terminator w organizacji WZS, w opuszczonym mieście Splamione Nadmorskie. Wraz ze swoją mistrzynią, S. Teodorą Markson, przyjmują oni zlecenia rozwiązania zagadek kryminalnych takich jak kradzież, zaginięcie czy podpalenia. Szybko okazuje się, że we wszystkie te sprawy zamieszany jest tajemniczy łotr o imieniu Palidyndał. Z niewiadomych powodów pragnie on dostać w swoje ręce drewnianą figurkę przedstawiającą Bombinującą Bestię – potwora z lokalnych mitów Splamionego Nadmorskiego. Nie mając pewności, kto jest przyjacielem, a kto wrogiem, Snicket musi uratować miasto przed złowieszczymi planami Palidyndała. Po drodze zadaje on cztery tytułowe, niewłaściwe pytania – a każda z książek jest opowieścią na temat jednego z nich.

## Główni bohaterowie
- Lemony Snicket – narrator i główny bohater serii, odbywający szkolenie WZS w Splamionym Nadmorskim.
- S. Teodora Markson – dorosła członkini WZS. Mistrzyni i opiekunka Snicketa podczas okresu terminowania. Wykazuje się niekompetencją oraz absurdalnymi technikami śledczymi. Jej znakiem rozpoznawczym są wielkie, splątane włosy.
- Moxie Mallahan – dziewczynka w wieku Lemony'ego Snicketa. Jest jego przyjaciółką i towarzyszką. To jedyna dziennikarka w Splamionym Nadmorskim. Mieszka w latarni morskiej razem ze swoim ojcem, odkąd jej matka opuściła ją, by wyjechać do Miasta.
- Ellington Feint – tajemnicza dziewczyna z czarnymi włosami, zielonymi oczami oraz brwiami, przypominającymi znaki zapytania. Fascynuje Lemony'ego Snicketa i uwielbia kawę, której on nienawidzi. Robi wszystko, aby zdobyć Bombinującą Bestię i przehandlować ją na swojego ojca, którego porwał Palidyndał.
- Dashiell Qwerty – jedyny „pod-pod-bibliotekarz” w Splamionym Nadmorskim. Ma dziwną fryzurę i nosi kurtkę ozdobioną kawałkami metalu.
- Pip i Pisk Bellerophon – dwójka braci mniej więcej w wieku Snicketa. Zajmują się prowadzeniem taksówki, należącej do ich ojca (Pip trzyma kierownicę, siedząc na stosie książek, a Pisk obsługuje hamulce, siedząc na podłodze). Wożą Lemony'ego po mieście w zamian za informacje na temat ciekawych książek, które mogliby przeczytać.
- Jake Hix – kucharz w restauracji Głodomór, należącej do jego ciotki.
- Cleo Knight – genialna chemiczka, córka właścicieli firmy Ink Inc., produkującej niegdyś w Splamionym Nadmorskim słynny na cały świat atrament.
- Palidyndał – tajemniczy łotr, przebywający w Splamionym Nadmorskim. Z niewiadomych powodów bardzo zależy mu na figurce Bombinującej Bestii. Jest związany z tajemniczą organizacją (inną niż WZS) i posiada zdolność naśladowania głosów innych ludzi.
- Stew Mitchum – syn Harveya i Mimi Mitchum. Zachowuje się bezczelnie (zwłaszcza wobec Lemony'ego Snicketa), jego rodzice mają go jednak za wspaniałe dziecko.
- Harvey i Mimi Mitchum – jedyni Posterunkowi Splamionego Nadmorskiego, rodzice Stewa Mitchum. Niemal zawsze się ze sobą kłócą.
- Prosper Zguba – wścibski właściciel Hotelu Pod Zgubionymi Rękami, w którym mieszkają Lemony i Teodora.
- Kellar Haines – przyjaciel Lemony'ego Snicketa. Syn Sharon Haines. Potrafi bardzo szybko pisać na maszynie.
- Sharon Haines – matka Kellara Hainesa. Niegodna zaufania pracownica Departamentu Edukacji (ang. Department of Education).
- Dama Sally Murphy – słynna aktorka teatralna Splamionego Nadmorskiego.
- Doktor Flammarion i Siostra Dander – pracownicy Kliniki Colophon (ang. Colophon Clinic) oraz rodziny Knight.
- Kit Snicket – siostra Lemony'ego. Również członkini WZS. Jej zadaniem jest włamanie się do muzeum.
- Lizzie Haines – córka Sharon i siostra Kellara.